# 三级检查
三级检查是为保证工程质量常采用的一种检查制度。一般在建筑工程中，三级检查分为：施工单位自检、监理单位检查、建设单位检查。三级检查依次进行，上一级检查未通过则不进行下一级检查。
这种检查制度在工程建设中发挥着重要的作用。